# Chrysogorgia scintillans
Chrysogorgia scintillans is een zachte koraalsoort uit de familie Chrysogorgiidae. De koraalsoort komt uit het geslacht Chrysogorgia. Chrysogorgia scintillans werd in 1988 voor het eerst wetenschappelijk beschreven door Bayer & Stefani.